# 1,2-(二氟亚甲二氧基)苯
1,2-(二氟亚甲二氧基)苯是一种有机氟化合物，化学式为C7H4F2O2，它是亚甲二氧基苯的亚甲基氢全部被氟取代的物质。

## 合成与反应
1,2-(二氟亚甲二氧基)苯可由1,2-(二氯亚甲二氧基)苯吡啶氟化氢配合物(1:10)或三乙胺三氢氟酸盐反应制得。
它和氯气在铁存在下反应，可以得到1,2-(二氟亚甲二氧基)-4,5-二氯苯。